# Давлетов, Рашит Мустафович
Давлетов Рашит Мустафович (башк. Дәүләтов Рәшит Мостафа улы, род 27 января 1958 г., дер. Карманово, Янаульский район, Республика Башкортостан) — российский государственный и политический деятель, глава Администрации города Нефтекамска Республики Башкортостан.

## Биография
Образование высшее. Окончил Казанский государственный технический университет (ранее Казанский авиационный институт).
Трудовая деятельность:
- 1980—1980 — инженер-конструктор Нефтекамского завода автосамосвалов.
- 1980—1984 — техник Военного представительства Министерства обороны СССР.
- 1984—2000 — старший мастер, заместитель начальника цеха, начальник цеха ОАО «Нефтекамский автозавод».
- 2000—2014 — директор по персоналу ОАО «Нефтекамский автозавод».
- 2008—2013 — депутат Совета городского округа город Нефтекамск Республики Башкортостан второго и третьего созыва.[2][3] В первый раз избирался по одномандатному округу № 14, получив 1804 голоса.[4] Второй раз избирался по списку партии «Единая Россия».[5] Сложил полномочия досрочно в связи с избранием в Курултай Республики.
- 2013—2014 — депутат Государственного Собрания — Курултая Республики Башкортостан пятого созыва.[6] Избран по партийным спискам от партии «Единая Россия». Досрочно сложил полномочия в связи с назначением на должность Главы администрации Нефтекамска.
- С 31 марта 2014 по 15 апреля 2019 — глава администрации городского округа город Нефтекамск Республики Башкортостан. Участвовал в конкурсе на замещение должности главы администрации, и среди 5 кандидатов получил большинство голосов депутатов Совета городского округа города Нефтекамск.[7][8]

Член фракции Всероссийской политической партии «Единая Россия».
Семейное положение: женат, 1 ребенок.

## Награды
Заслуженный машиностроитель Российской Федерации

## Коррупция
В 2018 году был обвинен в превышении должностных полномочий в нанесении ущерба бюджету города на сумму 1,9 млн рублей.
По версии следствия, Давлетов в 2014 году незаконно вынес постановление о выделении служебной двухкомнатной квартиры заместителю начальника местного отдела полиции по договору служебного найма. Менее чем через год глава администрации издал новое постановление о распределении данной квартиры и выведении ее из жилищного фонда города, чем нарушил закон, превысив свои должностные полномочия.
После этого местная УК и начальствующий сотрудник правоохранительных органов заключили договор соцнайма и квартира, можно сказать, досталась полицейскому совершенно бесплатно. При этом ни он, ни члены его семьи в предоставлении жилья не нуждались и малоимущими гражданами тоже не являлись. Между тем, муниципальное имущество могло бы достаться нуждающимся в жилье горожанам. Рыночная стоимость жилья составляла 1,9 млн рублей.
Давлетов за свою «щедрость» стал фигурантом уголовного дела, и уже в октябре 2018 года его карьера резко покатилась вниз. Он был отстранен от занимаемой должности и исключен из партии «Единая Россия», а в весной 2019 года окончательно уволен из администрации города. Незаконно выделенная квартира возвращена в собственность муниципалитета, а ее бывший владелец, начальник полиции, привлечен к дисциплинарной ответственности. 